# 레주이멋
레 주이 멋(베트남어: Lê Duy Mật / 黎維 여유밀, ? ~ 1770년)은 대월 후 레 왕조의 황족, 비정통 황제(재위: 1740년 ~ 1770년)이자 북하(北河) 농민봉기의 지도자이다.

## 생애
레 유종의 아들이다.
당시 후 레 왕조는 실권이 없었고, 찐 주에 의해 통제되는 상황이었다. 1729년, 찐끄엉이 유종을 협박해 레주이프엉에게 양위하도록 했다. 이후 찐끄엉이 죽고 찐장이 뒤를 이었는데, 매우 포악하고 사치스러웠으므로 그의 통치기간 동안 여기저기서 농민봉기가 일어났다. 1732년, 찐장은 레주이프엉이 유종의 첩과 사통하였다고 무함하여 그를 폐위하고 레 순종을 옹립하였다.
찐장의 이러한 행위는 황족들로부터 용납될 수 없었고, 1738년, 레주이멋이 동생 레주이꾸이(黎維), 숙부 레주이쭉(黎維祝), 조사(朝士) 팜꽁테(范公勢), 부트억(武鑠), 속교(屬校) 라이테떼(賴世濟) 등과 함께 병변을 일으켜 탕롱을 불태우고 찐장을 죽이려고 시도하였으나 실패하였다. 레주이꾸이는 금수(錦水)로 달아났고, 레주이멋과 레주이쭉은 의양현(宜陽縣)으로 달아났다가 토호(土豪) 응오흥따오(吳興造) 등의 도움을 받아 바닷길을 통해 청화(淸化)로 달아났다. 찐장은 팜꽁테, 부트억, 라이테떼를 죽이고 레주이멋 등 3명을 체포하라고 명령하였다. 레주이꾸이, 레주이쭉은 곧 죽었고, 레주이멋은 천관(天關) 산야 사이를 오가다가 산길을 통해 안화현(安化縣), 봉화현(奉化縣)으로부터 미량현(美良縣), 명의현(明義縣)을 지나 산서처(山西處) 임조현(臨洮縣)에서 출병하였다.
1740년, 당딘멋(鄧廷謐)이 군사를 거느리고 세 갈래로 나아가 밤을 틈타 레주이멋을 격파하였고, 보루(堡壘) 삼중둔(三重屯) 수십 소(所)를 파괴하였다. 레주이멋은 태원(太原)의 문랑현(文朗縣)으로 물러났다. 당딘멋은 곧 다시 레주이멋을 산서(山西) 상유(上游)에서 공격하여 격파하였다. 레주이멋은 옛 길을 따라 청화로 돌아갔고, 석성현(石城縣)의 옥루둔채(玉樓屯寨)를 근거지로 삼아 천남제자(天南帝子)를 칭하였다. 당딘멋이 다시 옥루둔채를 공격해 격파하자 레주이멋은 예안(乂安)으로 달아나 고남동(古南洞)을 근거지로 삼았다. 레주이멋은 다시 청화를 공격하여 뢰양구산(雷陽具山)에서부터 패상둔(沛上屯)을 격파하였고, 강을 건너 안장성(安場城, 乂安省城)을 공격할 것을 계획하였다.
1742년, 당딘멋, 하똥후언(何宗勳), 응우옌응이엠 등이 다시 레주이멋을 격파하자 레주이멋은 강정현(康政縣)으로 달아났다. 레주이멋은 당딘멋과 성미(盛美)에서 교전하였으나 패배하였다. 레주이멋은 진녕(鎭寧)에 이르러 정광산(呈光山)을 근거지로 하였다.
1764년, 레주이멋이 응우옌 주에 사신을 파견해 구원을 요청하였으나, 거절당했다.
1767년, 찐 주의 찐조아인이 죽고 찐섬이 뒤를 이었다. 레주이멋은 이 틈을 타 출병하여 향산(香山), 청장(淸漳) 등지에서 소요를 일으켰다. 찐섬은 글을 보내 투항을 권유했으나 레주이멋은 거절하였다.
1769년, 찐섬이 부이테닷(裴世達)을 예안통령(乂安統領)으로, 응우옌판(阮潘)을 청화정독령(淸化正督領), 호앙딘테(黃廷體)를 흥화독령(興化督領)으로 임명하여 세 갈래 길로 병진하여 진녕을 공격했다. 부이테닷과 응우옌판의 군사가 정광산을 포위하였으나 레주이멋은 지형의 험준함을 의지하며 싸우지 않았다.
1770년, 레주이멋의 사위 라이테티에우(賴世玿)가 둔문(屯門)을 열고 찐 주의 군사를 들이자 레주이멋은 불을 질러 처자식과 함께 자살하였다.